# Fruhågntjärnarna
Fruhågntjärnarna är varandra näraliggande sjöar i Härjedalens kommun i Härjedalen och ingår i Ljusnans huvudavrinningsområde.
- Lilla Fruhågntjärnen, sjö i Härjedalens kommun, 62°11′41″N 13°06′42″Ö / 62.1947°N 13.1118°Ö
- Stora Fruhågntjärnen, sjö i Härjedalens kommun, 62°11′59″N 13°06′53″Ö / 62.1997°N 13.1147°Ö (8,18 ha)